# Операція «Реннтір»
Опера́ція «Реннтір» (нім. Unternehmen Renntier) — військова операція німецьких військ у фінській провінції Лапландія, що проводилася 22 червня 1941 року. Метою проведення операції було опанування з території окупованої Норвегії регіону Петсамо з його нікелевими шахтами та створення умов для зосередження гірського корпусу «Норвегія» для підготовки його до наступу на Мурманська — стратегічно важливий радянський морський порт.

## Історія

### Задум операції
Операція «Реннтір» (укр. «Північний олень») планувалася в контексті розробки плану наступальної операції «Зільберфукс», і становила його першу складову частину. За задумом німецького командування дві німецькі гірські дивізії гірського корпусу «Норвегія» під командуванням генерала гірсько-піхотних військ Е.Дітля, виділених для проведення наступальної операції на Мурманськ, мали висунутися з території окупованої Норвегії з району Кіркенеса та взяти під контроль регіон Петсамо з його нікелевими шахтами, що грали винятково важливу роль для економіки Третього Рейху.
На другому етапі планувалося безпосереднє вторгнення об'єднаних німецько-фінських військ на територію СРСР. Наступ планувалося провести шляхом завдавання одночасних ударів з двох напрямків. На північному фланзі угруповання проводилась операція «Платинфукс», яка передбачала фронтальний наступ німецького корпусу «Норвегія» на Мурманськ — стратегічно важливий радянський морський порт, який не замерзав цілорічно. До того ж Мурманськ разом з Архангельськом були ключовими точками для доставляння військової допомоги західними союзниками СРСР.

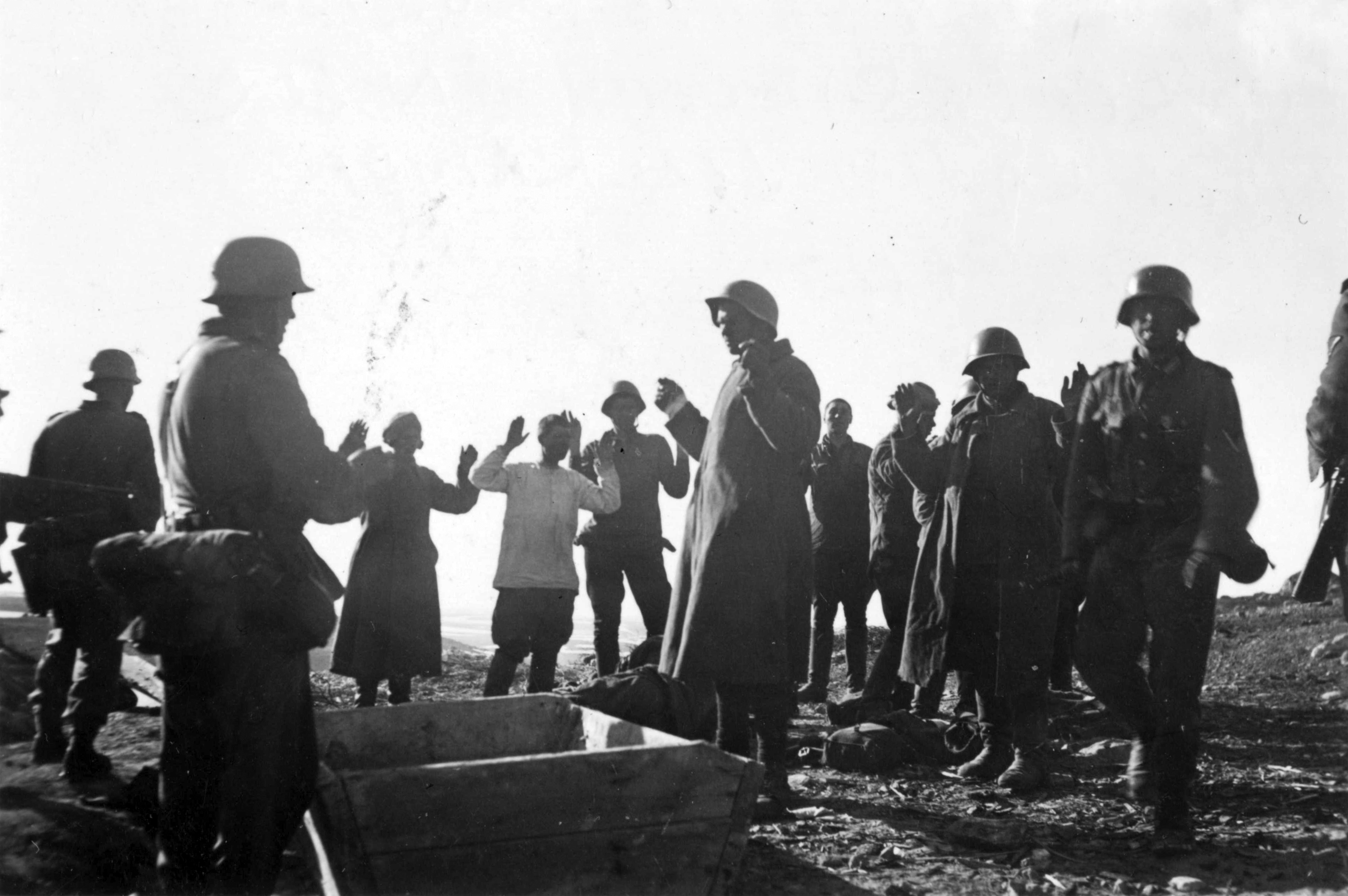
Захоплена вермахту обслуга доту. Операція «Реннтір»

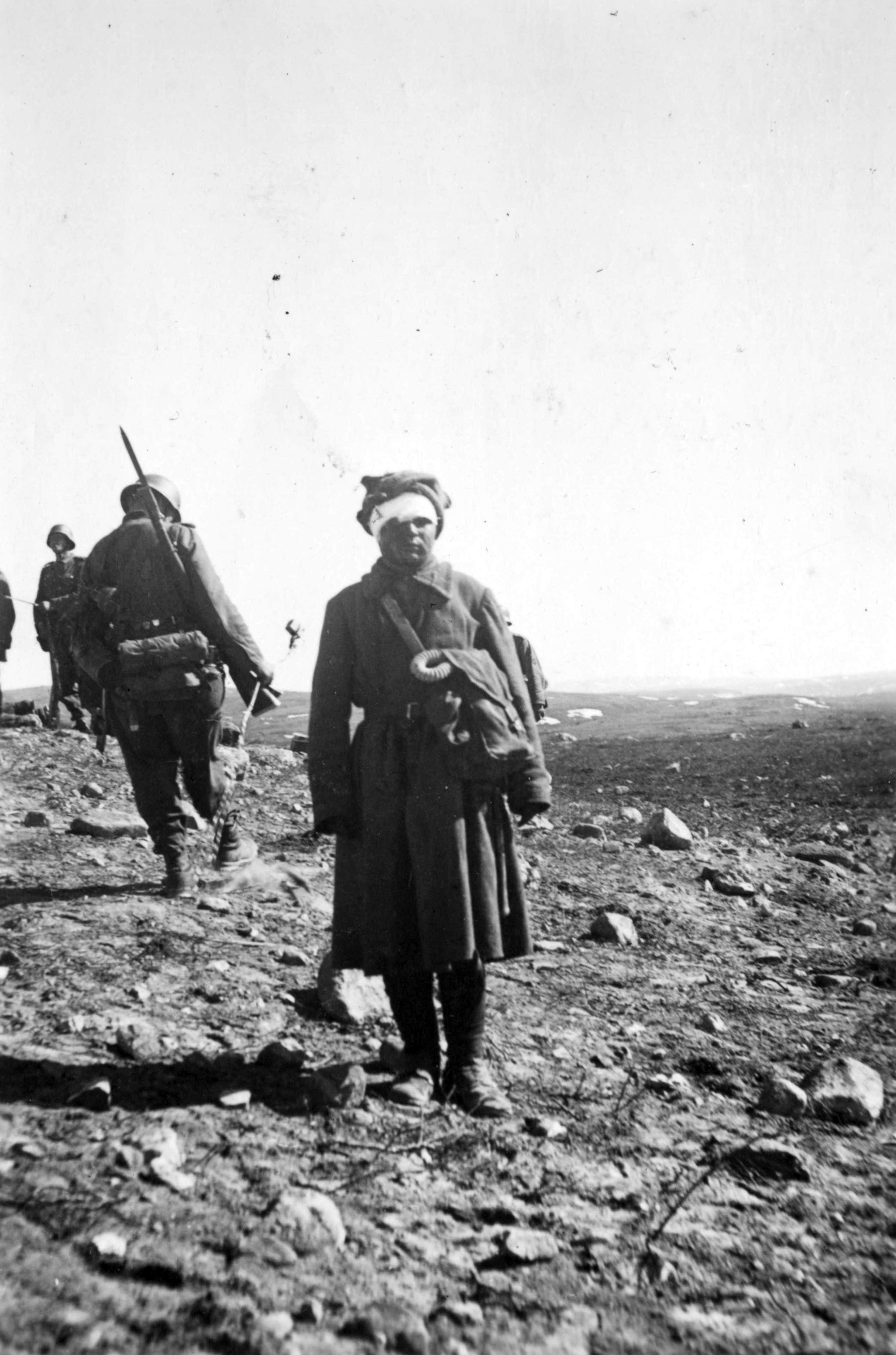
Радянський солдат, захоплений у полон у ході німецького наступу. Операція «Реннтір»

Надалі у відповідності до наказу командувача армії «Норвегія», 29 червня гірський корпус «Норвегія» повинен був розпочати наступ з переходом фінсько-радянського кордону, а 1 липня III фінський армійський корпус і XXXVI командування особливого призначення починали наступ на своїх стратегічних напрямках.

### Хід операції «Реннтір»
22 червня німецький корпус «Норвегія» без будь-яких перешкод провів операцію «Реннтір», силами 2-ї гірсько-піхотної дивізії генерал-лейтенанта Е. Шлеммера, яка зайняла позиції в районі Ліїнахамарі — Петсамо, і 3-ї гірсько-піхотної дивізії генерал-майора Г. Крейсінга, розосередженої південніше, аж до околиць Луостарі.
До вечора 22 червня гірський корпус «Норвегія» у складі двох дивізій (кожна мала по два гірсько-піхотних полки і полк артилерії) завершив операцію «Реннтір» та роззосередився на Арктичному шосе в готовності до переходу у загальний наступ німецько-фінських військ.